# Donja Kamenica
Donja Kamenica (izvirno srbsko Доња Каменица) je naselje v Srbiji, ki upravno spada pod Občino Knjaževac; slednja pa je del Zaječarskega upravnega okraja.

## Demografija
V naselju živi 340 polnoletnih prebivalcev, pri čemer je njihova povprečna starost 55,7 let (55,2 pri moških in 56,2 pri ženskah). Naselje ima 149 gospodinjstev, pri čemer je povprečno število članov na gospodinjstvo 2,36.
To naselje je, glede na rezultate popisa iz leta 2002, večinoma srbsko, a v času zadnjih treh popisov je opazno zmanjšanje števila prebivalcev.
|  |

| Demografija | Demografija     | Demografija     |
| Leto        | Št. prebivalcev | Št. prebivalcev |
| ----------- | --------------- | --------------- |
|             |                 |                 |
|             |                 |                 |
|             |                 |                 |
|             |                 |                 |
| 1948        | 1169            |                 |
| 1953        | 1166            |                 |
| 1961        | 1031            |                 |
| 1971        | 750             |                 |
| 1981        | 618             |                 |
| 1991        | 484             | 468             |
| 2002        | 371             | 360             |
|             |                 |                 |

| Etnična sestava po popisu iz leta 2002 | Etnična sestava po popisu iz leta 2002 | Etnična sestava po popisu iz leta 2002 | Etnična sestava po popisu iz leta 2002 | Etnična sestava po popisu iz leta 2002 |
| -------------------------------------- | -------------------------------------- | -------------------------------------- | -------------------------------------- | -------------------------------------- |
| Srbi                                   | Srbi                                   |                                        | 353                                    | 98,05%                                 |
| Romi                                   | Romi                                   |                                        | 7                                      | 1,94%                                  |
| Neznano                                | Neznano                                |                                        | 0                                      | 0,0%                                   |